# Анђели (Анкона)
Анђели је насеље у Италији у округу Анкона, региону Марке.
Према процени из 2011. у насељу је живело 885 становника. Насеље се налази на надморској висини од 135 м.